# Kátia Aparecida Ferreira Silva
Kátia Aparecida Ferreira Silva (Unaí, 24 de abril de 1995) jogadora de golbol brasileira.

## Biografia e carreira
Silva é natural de Unaí, em Minas Gerais. Ela tem glaucoma congênito, porém só foi descobrir o problema aos treze anos após sofrer uma hemorragia, fruto da pressão ocular. A notícia de que ficaria cega para o resto da vida causou um quadro de depressão que levou a uma tentativa frustrada de suicídio em sua cidade-natal. Mudou-se para Brasília em 2015, foi quando conheceu o goalball. Silva passou a jogar profissionalmente em 2016. Em 2019 foi campeã brasileira da Série B jogando pelo CETEFE (Centro de Treinamento de Educação Física Especial). Ao fim de 2019, foi convocada pela primeira vez para a Seleção Brasileira.
Nos Jogos Paralímpicos de Tóquio 2020, a equipe brasileira chegou até a disputa da medalha de bronze, porém perdeu para o Japão por 6 a 1.
Em maio de 2023, participou da Copa Malmö, na Suécia, e faturou a medalha de bronze. Em outubro foi convocada para os Jogos Parapan-Americanos de Santiago 2023, que ocorrem em novembro.

## Principais conquistas
Campeonato das Américas
- Ouro – 2022[3]